# Via Clodia

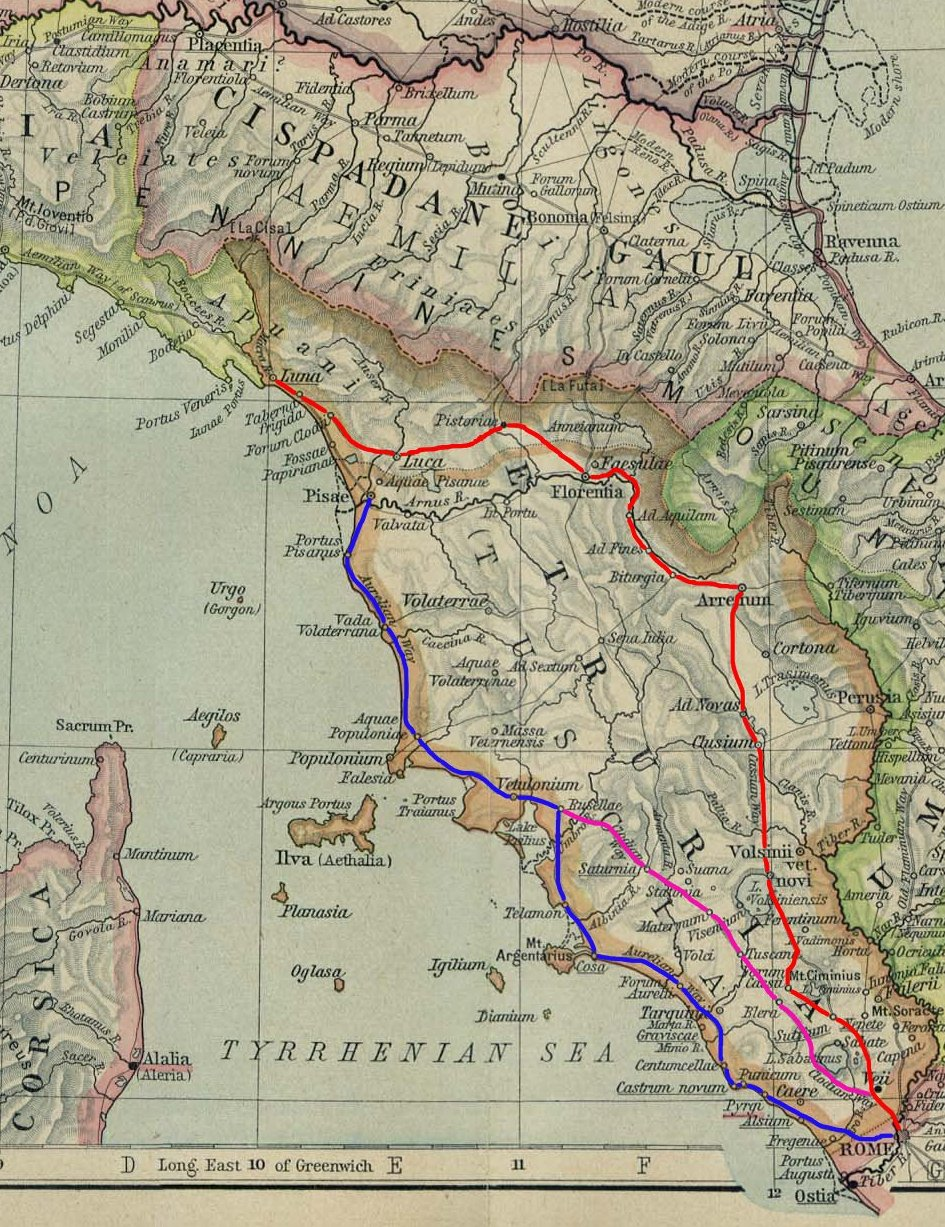
il sistema viario dell'antica Roma lungo la direttrice Nord-Ovest: in blu il primo tratto originale della via Aurelia, in rosso la via Cassia, in viola la via Clodia.

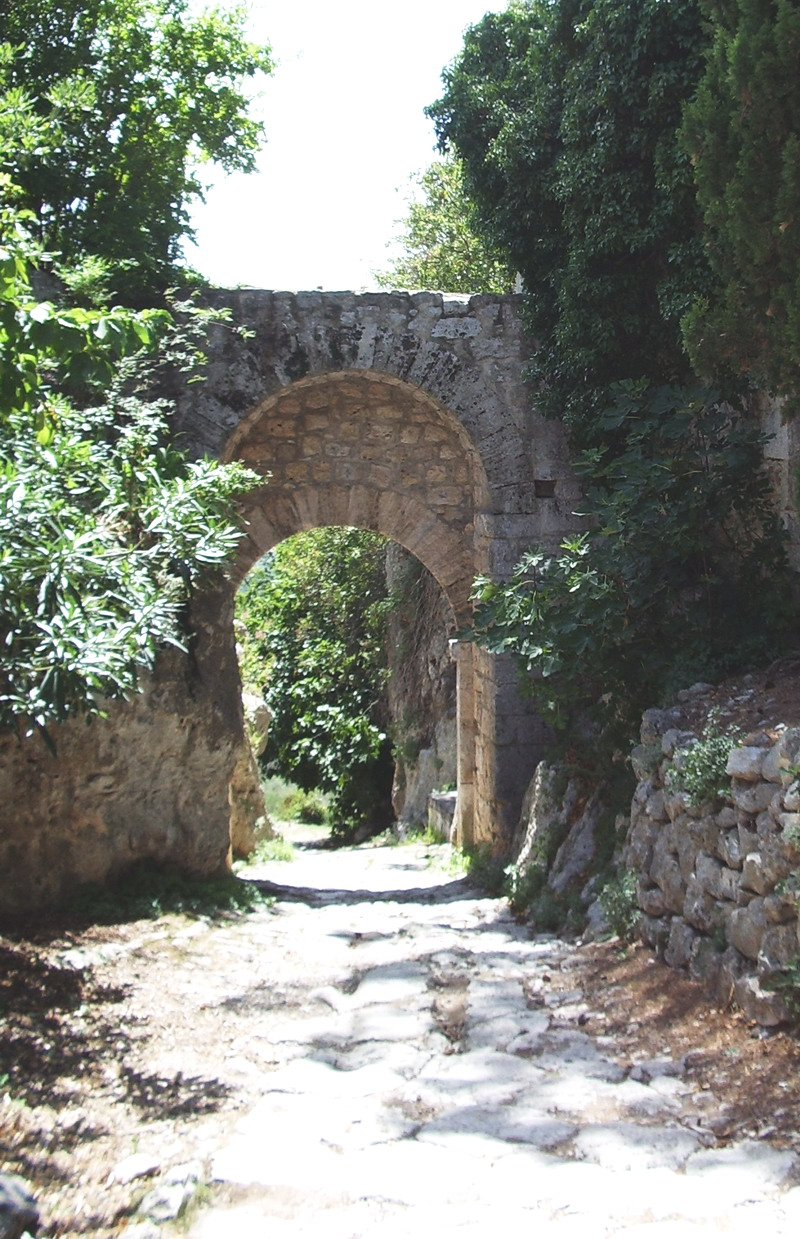
La Via Clodia a Saturnia presso Porta Romana

La via Clodia era un'antica strada romana che collegava Roma con l'Etruria interna.

## Descrizione
La strada  collegava la via Cassia con la via Aurelia, ma mentre le due vie maggiori erano progettate principalmente per i trasferimenti militari di lungo raggio, la via Clodia era di corto raggio, funzionale ai traffici mercantili tra Roma e gli insediamenti etruschi preesistenti. Era denominata anche “via delle terme” perché attraversava diverse località termali, tra cui Vicarello, Stigliano e Saturnia. Il nome deriva da un ignoto magistrato della gens Claudia o Clodia che la fece costruire.
Analogamente alla via Cassia, segue un tracciato etrusco preesistente, ricalcando tra Pitigliano, Sorano e Sovana il percorso delle vie cave. Si può parlare di via Clodia già alla fine del III secolo a.C. e si può affermare che dal 225 a.C. fosse pavimentata. La strada fu probabilmente utilizzata come via di penetrazione e conquista dell'Etruria da parte dell'esercito romano.
Alcuni tratti basolati sono conservati nei territori di Bracciano, Manziana ,Oriolo Romano, Bassano Romano, Vejano, Blera, Tuscania e Saturnia (porta Romana), ma attualmente solo parte del percorso è nota.

## Mansiones
Secondo la Tabula Peutingeriana, le mansiones che la via Clodia incontrava nel suo percorso erano:
- Sextum (nell'attuale zona di Roma chiamata La Storta), da dove si separava dalla via Cassia
- Careias (presso Santa Maria di Galeria)[5]
- ad Nonas (presso Vigna di Valle)
- Forum Clodii
- Olera (Blera)
- Grotta Porcina (Vetralla)
- Tuscana (Tuscania)
- Maternum (Canino o Ischia di Castro)
- Saturnia
- Roselle o Cosa, dove si congiungeva con la via Aurelia